# Sandro Aguilar
Sandro Aguilar (1974), cineasta, produtor e montador português.

## Biografia
Estudou cinema na Escola Superior de Teatro e Cinema do Instituto Politécnico de Lisboa e é cofundador da produtora cinematográfica "O Som e a Fúria".
Estreou Remains, de 2002, no Festival de Locarno. 

## Filmografia

### Realizador
- 2003 - Corpo e Meio
- 2002 - Remains
- 2000 - Sem Movimento
- 1998 - Estou Perto
- 1997 - Cadáver Esquisito
- 1996 - O Braço do Gigante

### Produtor
- 2018 - Ramiro